# Yahuma
Yahuma est une localité, chef-lieu du Territoire de Yahuma de la province du Tshopo en république démocratique du Congo.

## Géographie
Elle est située sur la route RP401 à 251 km à l'ouest du chef-lieu provincial Kisangani.

## Administration
Chef-lieu territorial de 3 747 électeurs enrôlés pour les élections de 2018, elle a le statut de commune rurale de moins de 80 000 électeurs et  compte 7 conseillers municipaux en 2019.

## Population
Le recensement date de 1984,.
| 1984 | 2004  | 2012  |
| ---- | ----- | ----- |
| -    | 4 285 | 5 027 |